# Potter megye (Texas)
Potter megye az Amerikai Egyesült Államokban, azon belül Texas államban található. Megyeszékhelye és legnagyobb városa Amarillo. Lakosainak száma 118 525 fő (2020. április 1.). Potter megye Moore, Carson, Randall, Oldham, Deaf Smith és Armstrong megyékkel határos.

## Népesség
A megye népességének változása:
| Lakosok száma | 113 546 | 121 378 | 122 059 | 122 413 | 121 661 | 121 802 | 118 525 |
|               | 2000    | 2010    | 2011    | 2012    | 2013    | 2015    | 2020    |